# Araveedu
Araveedu est un village du district de Kadapa dans l'État d'Andhra Pradesh en Inde. 
Selon le recensement de l'Inde de 2011, la localité compte une population de 5 443 habitants.